# Brodek u Konice
Brodek u Konice es una población del Distrito de Prostějov, Región de Olomouc en la República Checa y tiene cerca de 940 habitantes.